# باب هامفریز
باب هامفریز (انگلیسی: Bob Humphries; ۴ ژوئیهٔ ۱۹۳۳ – 1988 (aged 54)) بازیکن فوتبال بود.
از باشگاه‌هایی که در آن بازی کرده‌است می‌توان به باشگاه فوتبال تاتنهام هاتسپر اشاره کرد.